# Aloe percrassa
Aloe percrassa é uma espécie de liliopsida do gênero Aloe, pertencente à família Asphodelaceae.